# Jastrzębiec baldaszkowy
Jastrzębiec baldaszkowy (Hieracium umbellatum L.) – gatunek rośliny należącej do rodziny astrowatych. Występuje na półkuli północnej, w strefie klimatu umiarkowanego, w Indiach i Pakistanie występuje także na obszarach o klimacie tropikalnym. Spotykany jest w całej Europie,  Ameryce Północnej i Azji. W Polsce jest pospolity na całym obszarze.

## Morfologia
PokrójBogato ulistniona roślina o wysokości 40-100 cm, wyjątkowo nawet do 140 cm. Podczas kwitnienia bez liści odziomkowych.
ŁodygaNaga, rozgałęziona. Pod ziemia występuje krótkie i zdrewniałe kłącze.
LiścieLiście łodygowe bardzo liczne, ciemnozielone, lancetowate lub równowąskie, wyjątkowo tylko zdarzają się liście nieco szersze. Brzegi podwinięte, nasada wszystkich liści albo klinowata, albo mniej lub bardziej obejmująca łodygę. Dolna powierzchnia zazwyczaj z rzadka pokryta gwiazdkowatymi włoskami, rzadziej zupełnie naga. Na liściach brak gruczołów. Rośliny o wieloletnim pędzie, który przetrwał zimę, mają liście o nieco kolczastych brzegach.
KwiatyŻółte, zebrane w koszyczki, które w górnej części rośliny tworzą baldachokształtny kwiatostan złożony. Koszyczki są nagie, lub prawie nagie, ich okrywa kulista lub jajowata. Łuski okrywy koszyczków dachówkowato ułożone w wiele szeregów. Są tępe, ciemne, nagie lub niemal nagie i mają odgięte końce. Szypułki koszyczków owłosione gwiazdkowatymi włoskami. Korona o nagich ząbkach.

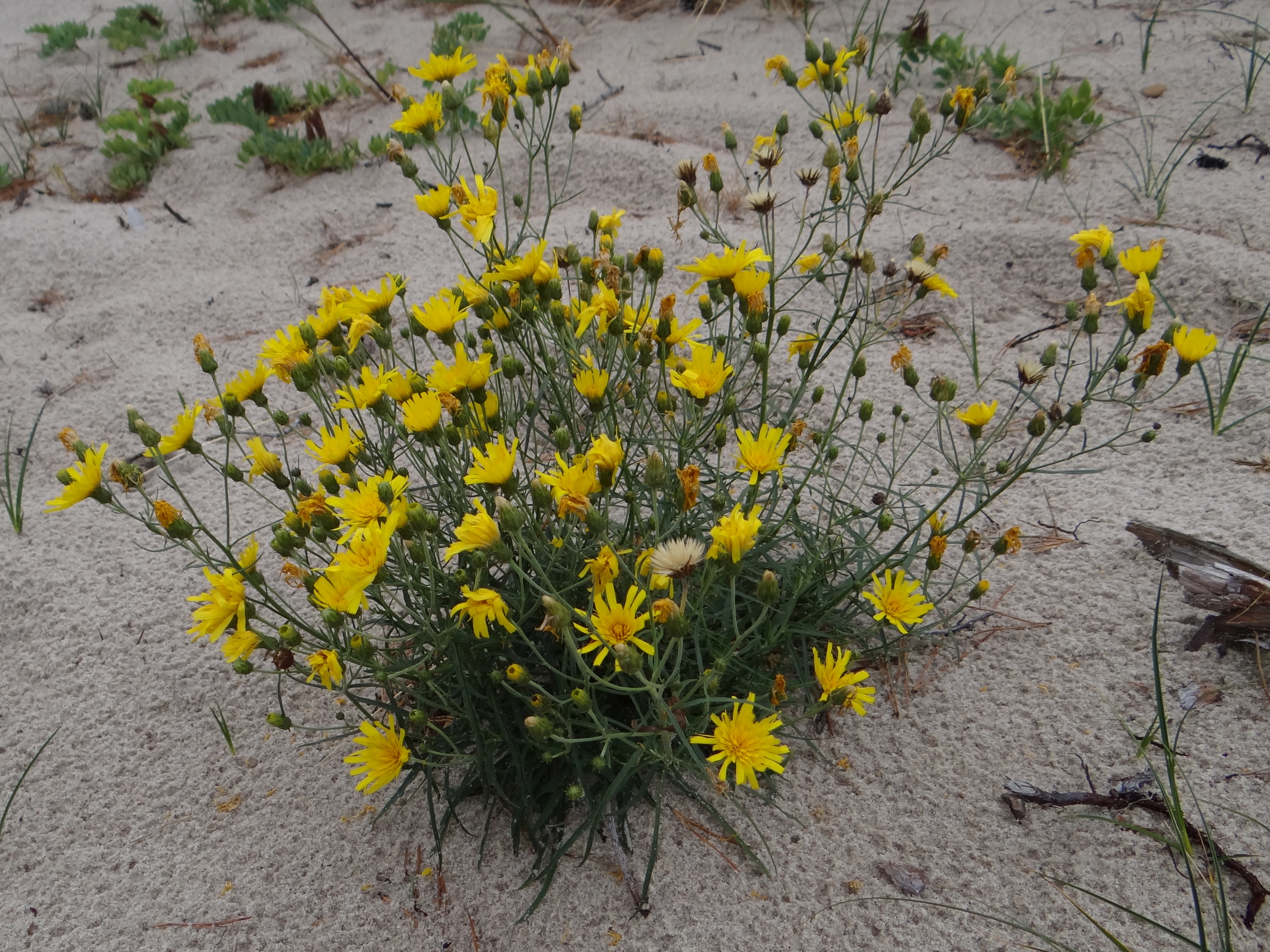
Pokrój
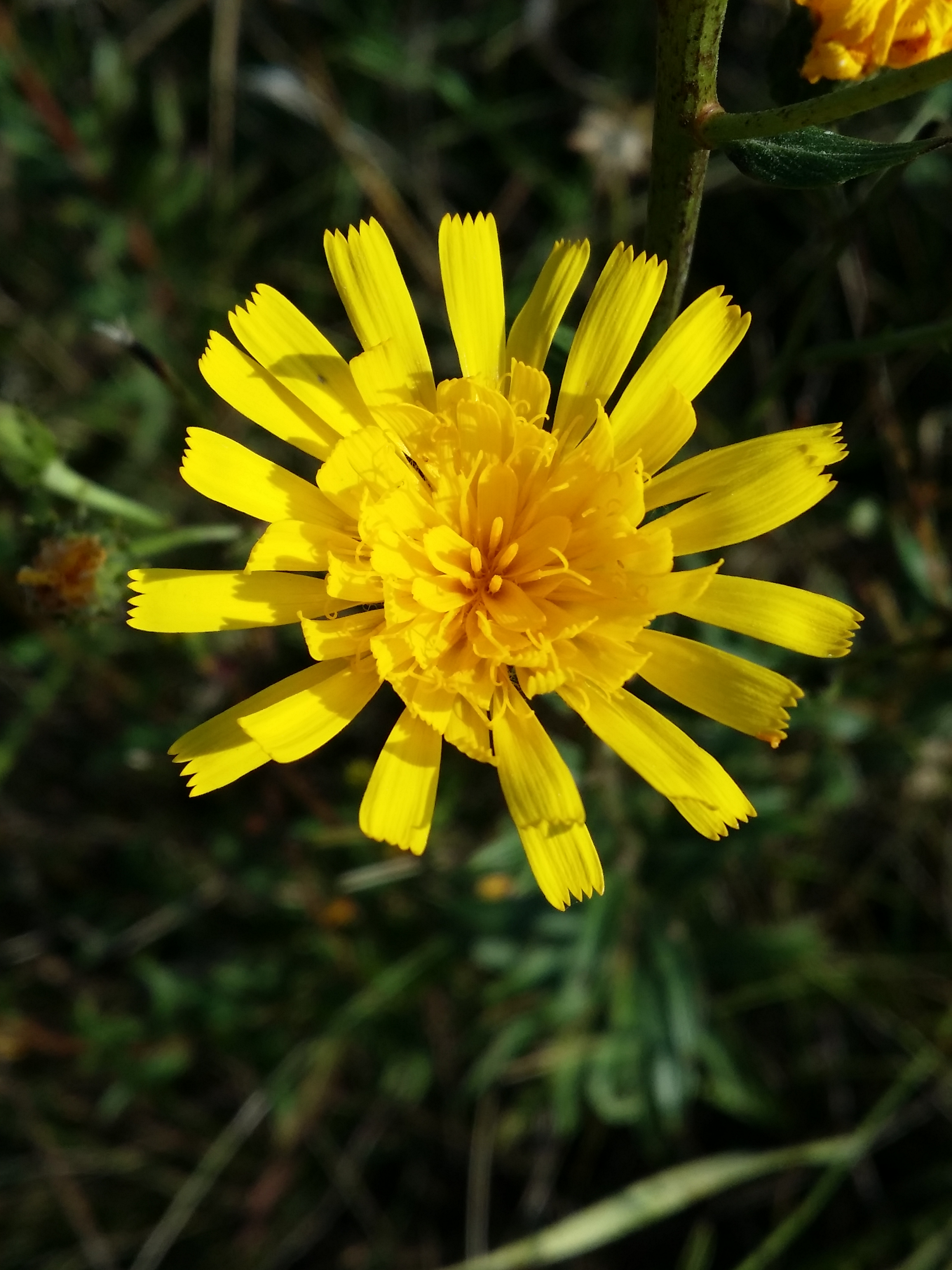
Koszyczek
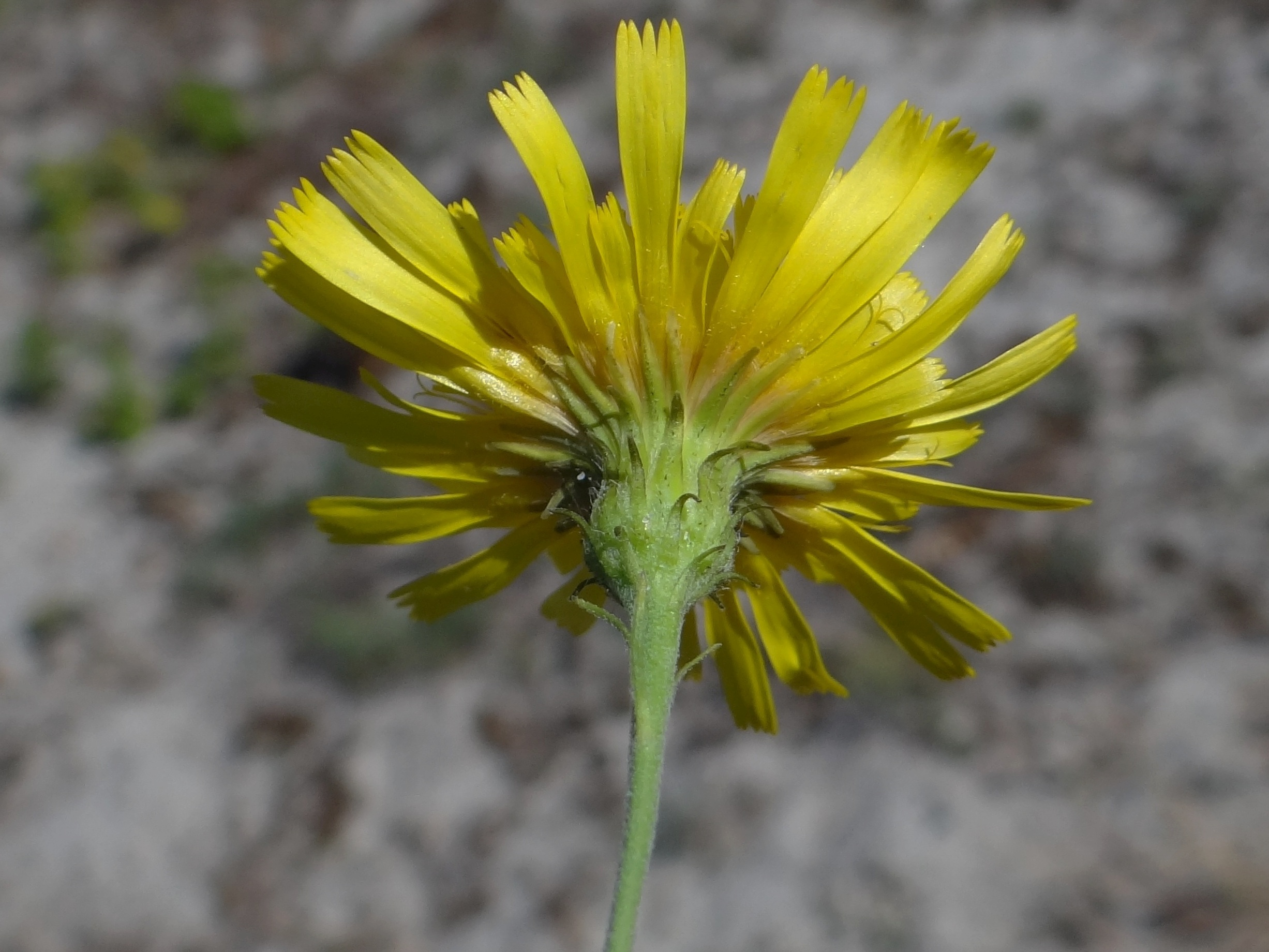
Koszyczek od spodu
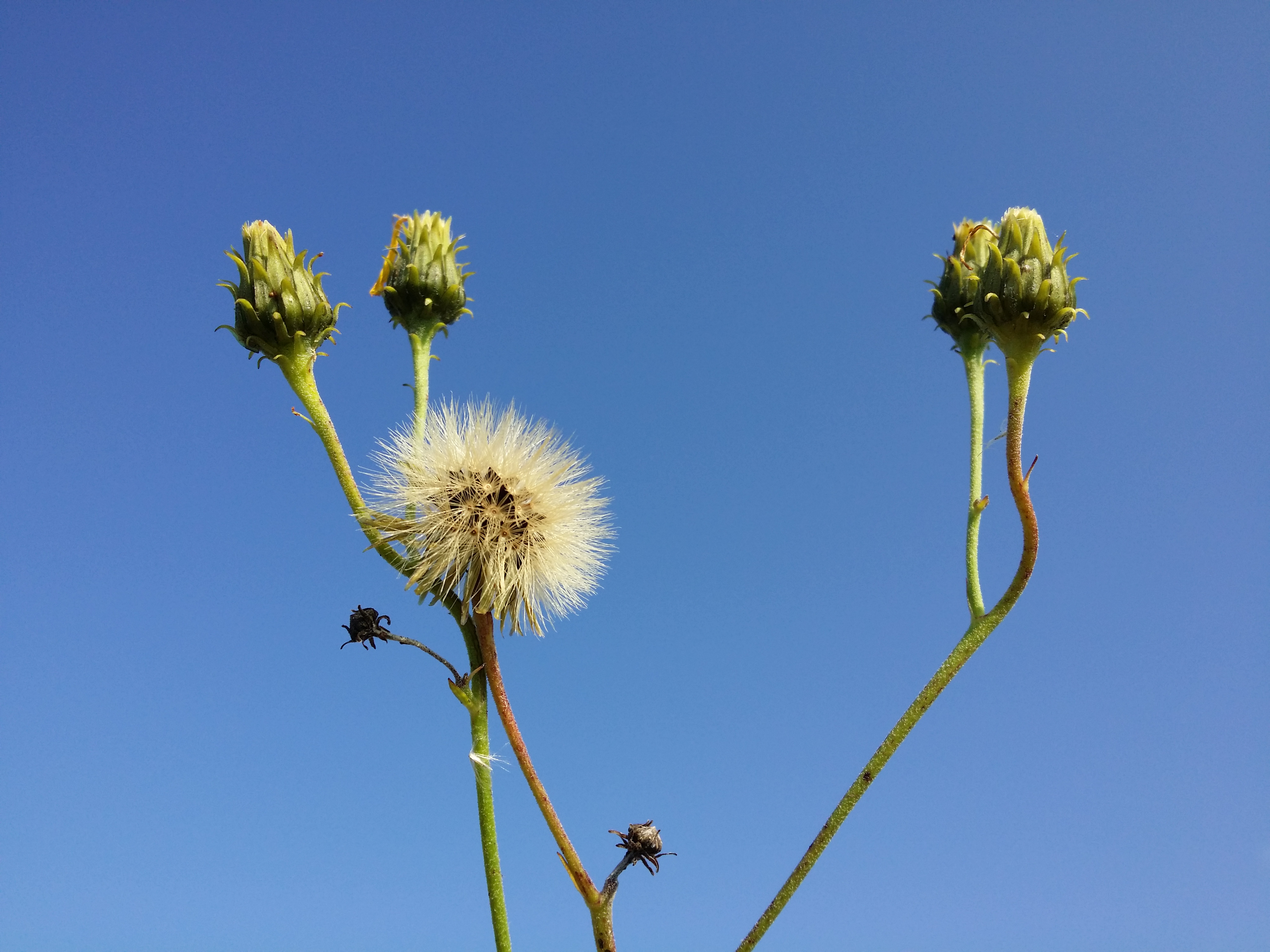
Owoce

Gatunki podobneJest wiele podobnych gatunków jastrzębców, j. baldaszkowy wyróżnia się wśród nich jednak wysokim wzrostem, wąskimi liśćmi łodygowymi i brakiem liści odziomkowych podczas kwitnienia.

## Biologia i ekologia
RozwójBylina, hemikryptofit. Kwitnie od lipca do października. Kwiaty przedprątne, zapylane przez błonkówki, muchówki, motyle. Wytwarza sok mleczny. Rozmnaża się przez nasiona oraz przez kłącza. Nasiona z puchem kielichowym, roznoszone są przez wiatr.
SiedliskoPorasta łąki, wrzosowiska, dobrze oświetlone lasy, zarośla i wydmy. W Polsce rośnie do wysokości 1600 m n.p.m.. Rośnie na różnego typu glebach; zarówno na gliniastych, jak i piaszczystych (nawet na wydmach). Preferuje podłoże obojętne lub kwaśne, pełne oświetlenie lub półcień.
FitosocjologiaGatunek charakterystyczny dla związku (All.) Calluno-Ulicetalia.
GenetykaLiczba chromosomów 2n = 18 (27,36, 54).
ZmiennośćGatunek zmienny morfologicznie. Opisano wiele podgatunków:
- Hieracium umbellatum subsp. bichlorophyllum (Druce & Zahn) P.D.Sell & C.West
- Hieracium umbellatum subsp. brevifolioides Zahn
- Hieracium umbellatum subsp. elisabethae (Kem.-Nath.) Greuter
- Hieracium umbellatum subsp. filifolium (Üksip) Tzvelev
- Hieracium umbellatum subsp. kluchoricum (Kem.-Nath.) Greuter
- Hieracium umbellatum subsp. ogwenii (E.F.Linton) W.R.Linton
- Hieracium umbellatum subsp. sublaetevirens Zahn
- Hieracium umbellatum subsp. topaeanum (Prodan) Greuter
- Hieracium umbellatum subsp. turfosum (Kem.-Nath.) Greuter